# Rudersdorf (Burgenland)
Rudersdorf is een gemeente in de Oostenrijkse deelstaat Burgenland, gelegen in het district Jennersdorf (JE). De gemeente heeft ongeveer 2100 inwoners.

## Geografie
Rudersdorf heeft een oppervlakte van 21,4 km². Het ligt in het uiterste zuidoosten van het land.
Kadastrale gemeenten zijn Dobersdorf en Rudersdorf.
Deutsch Kaltenbrunn · Eltendorf · Heiligenkreuz im Lafnitztal · Jennersdorf · Königsdorf · Minihof-Liebau · Mogersdorf · Mühlgraben · Neuhaus am Klausenbach · Rudersdorf · Sankt Martin an der Raab · Weichselbaum
- Gemeinsame Normdatei: 4400363-8
- MusicBrainz: b8ad489a-4308-436a-9af4-4fd9dc80d842
- Virtual International Authority File: 152177403